# Beatles for Sale (No. 2)
Pour les articles homonymes, voir Beatles for Sale (homonymie).
EPs par The Beatles
Beatles for Sale
(1965) The Beatles' Million Sellers
(1965)
Beatles for Sale (No. 2) est le neuvième EP britannique des Beatles, et le deuxième qui soit issu de l'album Beatles for Sale sorti fin 1964. Il complète le premier EP de ce nom avec quatre autres chansons.
À sa sortie le 4 juin 1965, il ne rencontre qu'un succès mitigé principalement dû à l'intérêt croissant du public pour les albums et, par conséquent, à l'inutilité des EP. Il se classe en cinquième position dans les charts de son format, et y reste 24 semaines, un score nettement inférieur à ses prédécesseurs.

## Histoire

### Enregistrement
L'album Beatles for Sale, et par conséquent les chansons présentes sur l'EP, est enregistré en plusieurs sessions réparties au cours de l'été et l'automne 1964. La première chanson présente sur l'EP à être enregistrée est Baby's in Black, seule composition travaillée dans la journée du 11 août. I Don't Want to Spoil the Party est pour sa part mis en boîte le 29 septembre après de nombreux essais.
Enfin, le 18 octobre, dernier jour de travail du groupe sur l'album, I'll Follow the Sun et Words of Love sont au nombre des chansons enregistrées. Le mixage est réalisé dans les jours qui suivent.

### Parution
Lorsque Beatles for Sale (No. 2) sort, le climat n'est plus le même qu'en 1963, lorsque EMI a produit les premiers disques des Beatles. Tandis qu'à l'époque, les albums étaient un produit cher souvent supplanté par les EP pour le public populaire, le groupe a progressivement changé la donne en poussant les gens à acheter directement les albums. La stratégie qui consiste à republier des extraits de ceux-ci quelques mois après sur des disques plus courts ne fonctionne plus aussi bien, ce qui n'empêche pas les producteurs de continuer à l'employer.
L'EP Beatles for Sale (No. 2) paraît le 4 juin 1965, un peu moins de deux mois après le premier opus qui n'avait déjà pas eu un succès comparable aux autres disques des Beatles sur ce format. Par ailleurs, le produit manque d'originalité, puisque outre les chansons qui ne sont pas inédites, la pochette arbore une photo prise par Robert Freeman au cours de la même séance que celle de l'EP précédent et de l'album du même nom, et ne comporte pas les habituelles notes.
Entré dans les charts le 12 juin, le disque n'atteint que la cinquième place des classements de ventes d'EP (là où son prédécesseur était premier), et n'y reste que 24 semaines (contre 47 pour le premier opus),.

## Analyse musicale
Beatles for Sale (No. 2) offre une nouvelle sélection de chansons issues de l'album dont il porte le nom, mais celles-ci sont moins connues que celles de la sélection précédente qui contenait des singles potentiels. La tonalité qui se dégage de l'EP est plus douce. I'll Follow the Sun est en effet une ballade composée par Paul McCartney alors qu'il était adolescent. Selon Bruce Eder du site AllMusic, il s'agit « probablement de sa ballade la plus succincte et la plus belle, note par note et seconde par seconde. » Le style s'inspire de Buddy Holly, une des références des Beatles à leurs débuts : c'est pour cela que l'album, et l'EP, contient également Words of Love. Il s'agit de leur seule reprise enregistrée d'une chanson de Buddy Holly, bien qu'il en aient interprété d'autres en concert.
Les deux autres chansons ont des tonalités plus négatives : dans Baby's in Black (composée sur un tempo de valse, ce qui étonne à l'époque), le chanteur se lamente qu'une fille « en noir » ne pense qu'à un autre homme, en l'ignorant. Dans I Don't Want to Spoil the Party, le chanteur, qu'une n'a pas rejoint à une fête, préfère partir pour ne pas avoir à faire semblant d'être heureux. Ces chansons reflètent parfaitement le caractère plus triste de l'album dont elles sont tirées (jusqu'à sa pochette automnale), à une époque où le groupe est épuisé par la Beatlemania.

## Fiche technique

### Liste des chansons
| 1. | I'll Follow the Sun | Lennon/McCartney | Paul McCartney                | 1:46 |
| 2. | Baby's in Black     | Lennon/McCartney | John Lennon et Paul McCartney | 2:02 |

| 3. | Words of Love                   | Buddy Holly      | John Lennon et Paul McCartney | 2:12 |
| 4. | I Don't Want to Spoil the Party | Lennon/McCartney | John Lennon                   | 2:33 |

### Interprètes
- John Lennon : chant, guitare rythmique
- Paul McCartney : chant, guitare basse
- George Harrison : chœurs, guitare solo
- Ringo Starr : batterie, tambourin

### Équipe de production
- George Martin : producteur
- Norman Smith : ingénieur du son
- Ron Pender : ingénieur du son
- Ken Scott : ingénieur du son
- A.B. Lincoln : ingénieur du son
- Geoff Emerick : ingénieur du son
- Mike Stone : ingénieur du son